# Szlovén Néppárt
A Szlovén Néppárt néhol Vend Néppárt (vendül Slovenska lüdska stranka) regionális szlovén nemzetiségi párt Magyarországon, amelyet Ivanóczy Ferenc hozott létre 1895-ben. A párt célkitűzései között volt, hogy a magyarországi szlovének számára autonómiát biztosítson az Osztrák–Magyar Monarchián belül.

## A párt története
Ivanóczy Ferenc, muraszombati esperes és Borovnyák József a szlovénség másik fontos politikai vezetője a fokozódó magyarosítások miatt kapcsolatokat kerestek az osztrák örökös tartományokban (Stájerország, Krajna, Karintia) működő szlovén politikusokkal. 1892-ben a krajnai frakciók hozták létre a Szlovén Katolikus Néppártot. Ennek mintájára Ivanóczy – aki ekkor már vitathatatlanul a muramenti kisebbség vezetőjének számított –, hozott létre egy magyarországi szárnyat, amely nem állt közvetlen irányítása alatt a katolikus néppártnak, de végig szoros kapcsolatban állt vele.
1895-ben Ivanóczy két vendre lefordított brosúrában a Sztranka lüdsztvá-ban (Néppárt) és a Kascsé (!) lüsztva sztrán-ban (Mit kíván a Néppárt) deklarálta a frakció elveit.

A pártot Anton Korošec is támogatta.
Ivanóczy Borovnyák 1909-ben bekövetkezett halálát követően már teljesen egyedül irányította a Szlovén Néppártot. Az ő halála után (1913) Klekl József vette át a párt vezetését és 1914-ben Novine egy részben radikális újságot indított, amely a párt elveinek egyik fő terjesztője lett (hivatalosan nem volt a párt lapja).

A nemzetiségi követelések és az elszakadási szándékok a Monarchia összeomlásával erősödtek. Klekl határozottabban lépett fel a szélesebb autonómia érdekében, amelybe az új miniszterelnök Károlyi Mihály és a nemzetiségek megértően kezelő Jászi Oszkár készséggel belement. Bár Klekl elsődlegesen az újonnan létrejött Szerb–Horvát–Szlovén Királyságban látta a nemzetiség jövőjét, de a lakosság egyelőre idegenkedett az egyesüléstől, mert nem volt ismerete az új állam berendezkedéséről.
A magyar fél először egy kulturálisan egységes Mura megye létrehozását terjesztette elő, ahol teljesen ki van zárva a magyarosítás lehetősége és az iskolai oktatás döntően vendül szólna. Ezzel viszont Klekl nem elégedett meg. A párt többi tagjával, Szakovics Józseffel, Csárics Józseffel, Kühár Istvánnal és Bassa Ivánnal egy külön programot dolgozott ki, amely egy entitást hozott volna létre Szlovenszka krajina néven. A szlovén oldalról viszont azt szerették volna, ha a Szlovenszka krajina csatlakozna a délszláv államhoz, viszont úgy, hogy ott is autonómiát kapna és a hivatalos nyelv a vend maradna. A Belatincon tartott gyűlésen kimondták az elszakadást és az egyesülést a délszláv állammal, de közben magyar segítséget akartak kérni az ott megszerzendő autonómiához. A következő hónapok eseményei miatt azonban magyar támogatásra egyáltalán nem számíthatott a Szlovén Néppárt, a délszláv államban pedig folyamatosan elodázódtak az autonómia lehetőségei. Klekl a végén már a minimális, nyelvi autonómiát is elfogadta volna. Szakovics oktatási tanácsadó volt a háború utáni Muravidéken és ő a vend nyelv további oktatását javasolta a szlovén helyett.
1920-ban a trianoni békeszerződés elvette a Vendvidék nagy részét Magyarországtól és a Szlovén tagköztársasághoz csatolta. A párt ezután is működött tovább a Korošec-féle frakció részeként és Klekl a jugoszláviai politikai életben hallatta tovább a szavát.
1941-ben, a Muravidék átmeneti visszacsatolásakor a magyar kormány betiltotta a Szlovén Néppártot.